# Gaultois
Gaultois es un pueblo canadiense situado en la provincia de Terranova y Labrador.

## Superficie
Gaultois tiene una superficie de 4,23 km².

## Demografía
En 2021, tenía 100 habitantes, una densidad poblacional de 23,7 hab./km², y 74 viviendas.